# Nguyễn Đức Lễ
Nguyễn Đức Lễ (? – 1798?), là tướng lĩnh nhà Tây Sơn trong lịch sử Việt Nam.

## Hành trạng
Không rõ hành trạng của Nguyễn Đức Lễ. Căn cứ gia phả, quê ông ở thành phố Hội An, tỉnh Quảng Nam ngày nay.
Nguyễn Đức Lễ làm tướng cho triều đình Tây Sơn đến chức Đại Đô đốc vệ Thị Lân quân Ngự đạo.
Ông mất ở Phú Xuân (Huế), được con cái đưa về an táng tại quê nhà. Căn cứ niên đại văn bia, có thể ông mất năm 1798 thời vua Cảnh Thịnh.
Triều đình Tây Sơn truy tặng ông Đặc tiến, Phụ quốc Thượng tướng quân, Phó Thống lãnh.

## Ngôi mộ
Tháng 4 năm 2009, thành phố Hội An thực hiện chủ trương di dời mồ mả để giải phóng mặt bằng ở cồn Ông Đô, khối An Bang, phường Thanh Hà, phục vụ cho việc xây dựng cụm công nghiệp, dịch vụ. Trong lúc di dời, con cháu dòng họ Nguyễn Đức phường Thanh Hà phát hiện một ngôi mộ bị cát trắng vùi lấp hoàn toàn, chỉ chừa một phần tấm bia đá và thông báo cho Trung tâm Quản lý Bảo tồn Di tích Hội An. Căn cứ đối chiếu niên đại chức quan trên bia, cũng như tham khảo ba cuốn gia phả của dòng họ Nguyễn Đức được lập vào năm 1796 (Cảnh Thịnh thứ 4), 1817 (Gia Long thứ 16) và 1881 (Tự Đức thứ 34) mới được phát hiện; các nhà nghiên cứu đã xác nhận ngôi mộ đó là của Nguyễn Đức Lễ.
Ngôi mộ có đặc điểm là tồn tại hai tấm bia mộ được dựng chồng lên nhau rồi tô vôi vữa vào để tránh bị phát hiện. Tấm bia bên ngoài làm từ đá cẩm thạch, dựng năm 1858 (Tự Đức thứ 11). Tấm bia bên trong làm từ đá sa thạch, được dựng năm 1798 (Cảnh Thịnh thứ 6).
Các nhà nghiên cứu đặt ra khả năng sau khi nhà Tây Sơn sụp đổ, con cháu phải phá bỏ và san lấp mộ của Nguyễn Đức Lễ. Đến năm 1858, có thể do triều đình nhà Nguyễn không còn truy tra gắt gao, nên ngôi mộ được phát lộ và lập một tấm bia mới che đi tấm bia cũ.
Tháng 7 năm 2009, Ủy ban nhân dân Thành phố Hội An bổ sung ngôi mộ tướng Nguyễn Đức Lễ vào danh mục di tích lịch sử văn hoá. Qua nhiều năm, di tích vẫn đang bị để hoang phế, chưa được tôn tạo.

## Gia đình
Nguyễn Đức Lễ có hai vợ là Nguyễn Thị Trung và Phạm Thị Huệ. Con trai Nguyễn Đức Hiên là người dựng tấm bia năm 1798. Hai cháu đích tôn Nguyễn Đức Hóa và thứ tôn Nguyễn Đức Thường là người dựng tấm bia năm 1858.